# Molly Antopol
Pour les articles homonymes, voir Antopol.
Molly Antopol, née en 1979 à Culver City en Californie, est une écrivaine américaine.

## Œuvres

### Recueil de nouvelles
- Héroïsmes mineurs, Gallimard, 2015 ((en) The UnAmericans, W. W. Norton & Company, 2014), trad. Hélène Papot, 304 p.  (ISBN 978-2-070-14448-8)